# リーロイ・セルモン
リーロイ・セルモン（Lee Roy Selmon 1954年10月20日 - 2011年9月4日）は、アメリカ合衆国オクラホマ州ユーフォーラ出身のアメリカンフットボールの元選手である。ディフェンシブエンドとして、1976年シーズンから1984年シーズンまでタンパベイ・バッカニアーズ一筋で9年間プレーした。
1995年、プロフットボール殿堂入り。
NFL100周年チームに選出されており、偉大なディフェンシブラインマンの一人として知られている。

## NFL入りまで
セルモンは、9人兄弟の末っ子として生まれ、オクラホマ州の農場で育った。地元の学校に進学したセルモンは高校でフットボールをプレーした後、1972年、2人の兄（デューイ・ルシアス）を追うようにオクラホマ大学に進学した。先に進学していた2人の兄もオクラホマ大学でディフェンスラインの選手だったため、セルモン3兄弟がオクラホマ大学のディフェンスラインを構成することとなった。1974年に才能が開花し、オクラホマ大学史上最強の守備陣の中心選手として活躍して、チームの全米チャンピオンに貢献した。
1976年1月に行われた第1回ジャパンボウルにも兄弟そろって来日した。
数々の賞を受賞し、1974年と1975年にオールアメリカに選出されたセルモンは、NFLドラフトの目玉となった。

## NFL
1976年のNFLドラフトで1巡目全体1位でタンパベイ・バッカニアーズから指名され、NFL入りした。また、兄のデューイもバッカニアーズから2巡目指名で入団した。
ルーキーイヤーから活躍したセルモンは、6年連続プロボウルに選出され、1979年には最優秀守備選手に輝いた。背中の怪我のため、1984年シーズンをもって引退した。9シーズンに渡って、バッカニアーズ守備の中心選手として活躍したセルモンの背番号63は引退と共に永久欠番となることが発表された。この永久欠番はバッカニアーズにとって初めての永久欠番であった（この次は2013年制定のウォーレン・サップの99番）。

## 受賞・栄誉
- 1988年、カレッジフットボール殿堂入り。
- 1995年、プロフットボール殿堂入り。主にタンパベイ・バッカニアーズでプレーした選手として初めての殿堂入り選手である。
- 2010年、NFLネットワークが100人の偉大な選手で98位に選出した。
- 2020年、NFL100周年記念チームに選出。

## 死去
2011年9月2日、セルモンは重い脳卒中を発症し、病院に搬送された。一度は回復に向かったのものの、2011年9月4日、脳卒中の合併症により56歳で死亡した。